# Михайлюк Михайло Володимирович
Миха́йло Володи́мирович Михайлю́к (народився 8 жовтня 1971) — старший прапорщик Збройних сил України, учасник російсько-української війни.

## З життєпису
На виборах до Хмельницької обласної ради 2015 року балотувався від Аграрної партії України. На час виборів проживав у Хмельницькому, був військовослужбовцем.

## Нагороди
За особисту мужність і героїзм, виявлені у захисті державного суверенітету та територіальної цілісності України, вірність військовій присязі під час російсько-української війни, відзначений — нагороджений
- 27 червня 2015 року — орденом «За мужність» III ступеня.